# San Francisco, Cebu
San Francisco là một đô thị hạng 4 của tỉnh Cebu, Philippines. Theo điều tra dân số năm 2007, đô thị này có dân số 44.588 người.
Hầu như toàn bộ San Francisco nằm ở đảo Pacijan. Một phần của barangay Esperanza cũng bao gồm đảo Tulang ở phía bắc. Cả hai đảo Pacijan và Tulang thuộc nhóm đảo Camotes.

## Các đơn vị dân cư
San Francisco được chia thành các đơn vị hành chính gồm 15 khu dân cư (khu phố) (barangay).
- Montealegre
- Cabunga-an
- Campo
- Consuelo
- Esperanza
- Himensulan
- Northern Poblacion
- San Isidro
- Santa Cruz
- Santiago
- Sonog
- Southern Poblacion
- Unidos
- Union
- Western Poblacion